# Island Line (Engeland)

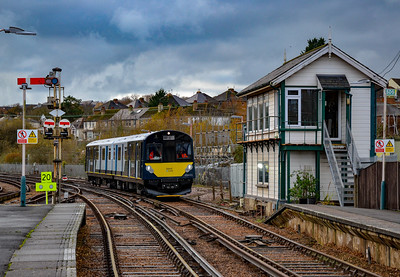
Treinstel class 484 op station Ryde St. Johns Road

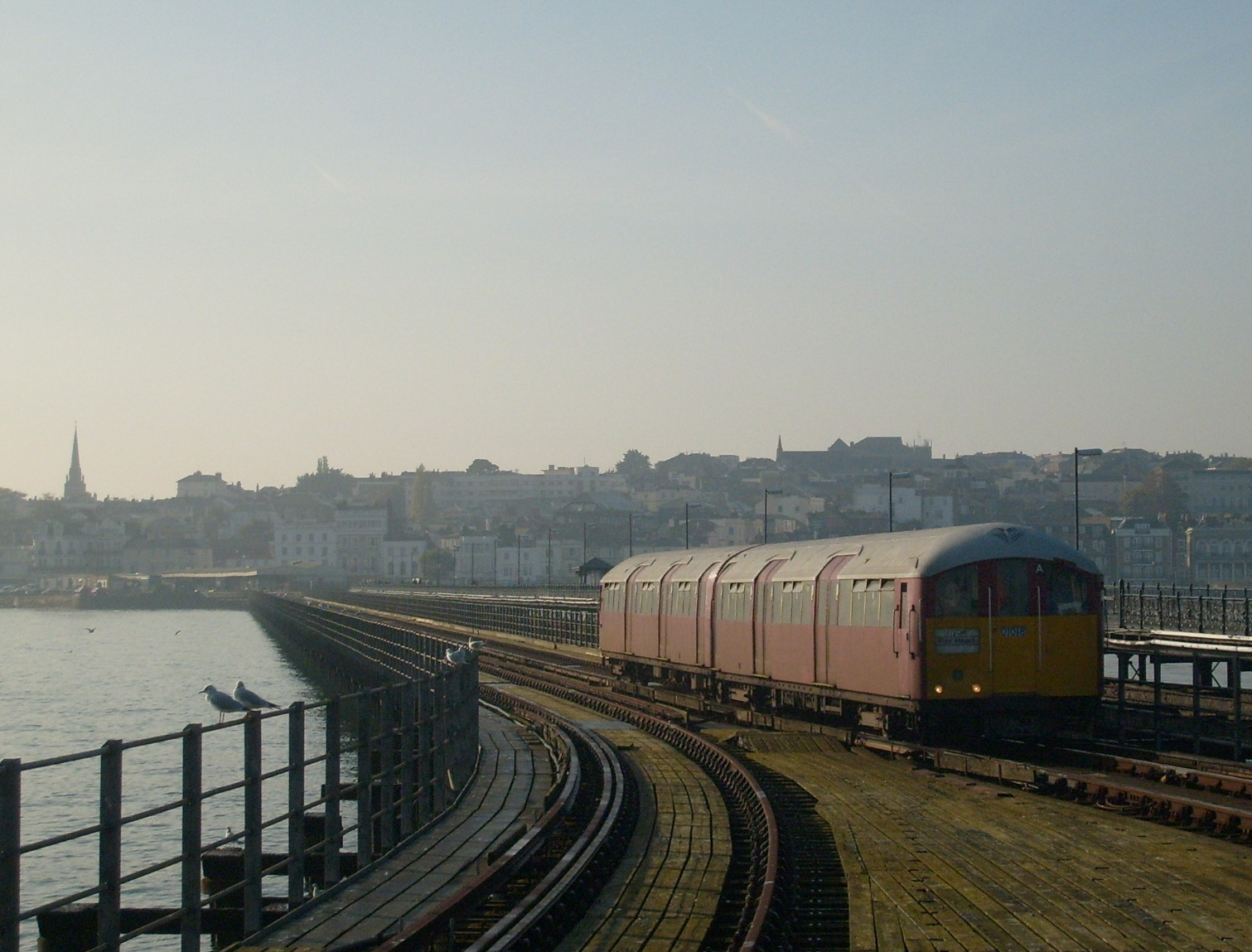
Ryde Pier Head

De Island Line Ltd is de spoorwegonderneming van het Britse eiland Wight. Deze lijn maakt deel uit van de South Western Railway concessie. Tot 13 oktober 1996 werd de lijn geëxploiteerd door Network SouthEast, onderdeel van British Rail. Vanaf die datum was Stagecoach South Western Trains Limited (onderdeel van de Stagecoach Group) de concessiehouder en was het de eigenaar van 'Island Line Ltd'. Op 20 augustus 2017 is de concessie overgenomen door een joint venture van FirstGroup en MTR.
De Island Line is 13,4 kilometer lang en loopt van de pier van Ryde naar Shanklin. De lijn heeft een kleiner omgrenzingsprofiel dan de spoorwegen in Groot-Brittannië. Dat komt omdat de sporen in de Ryde Esplanade tunnel in 1967 25 cm hoger zijn gelegd omdat de tunnel te kampen had met wateroverlast. Daarom zette het bedrijf oude Tube-metrotreinstellen uit Londen in. Volgens een eilandbewoner zijn omstreeks het jaar 2000 de stalen steunbalken in de tunnel vervangen door nieuwe exemplaren die minder hoogtebeperking geven. Hierdoor konden vanaf 2021 treinen met een groter profiel ingezet worden.

## Geschiedenis

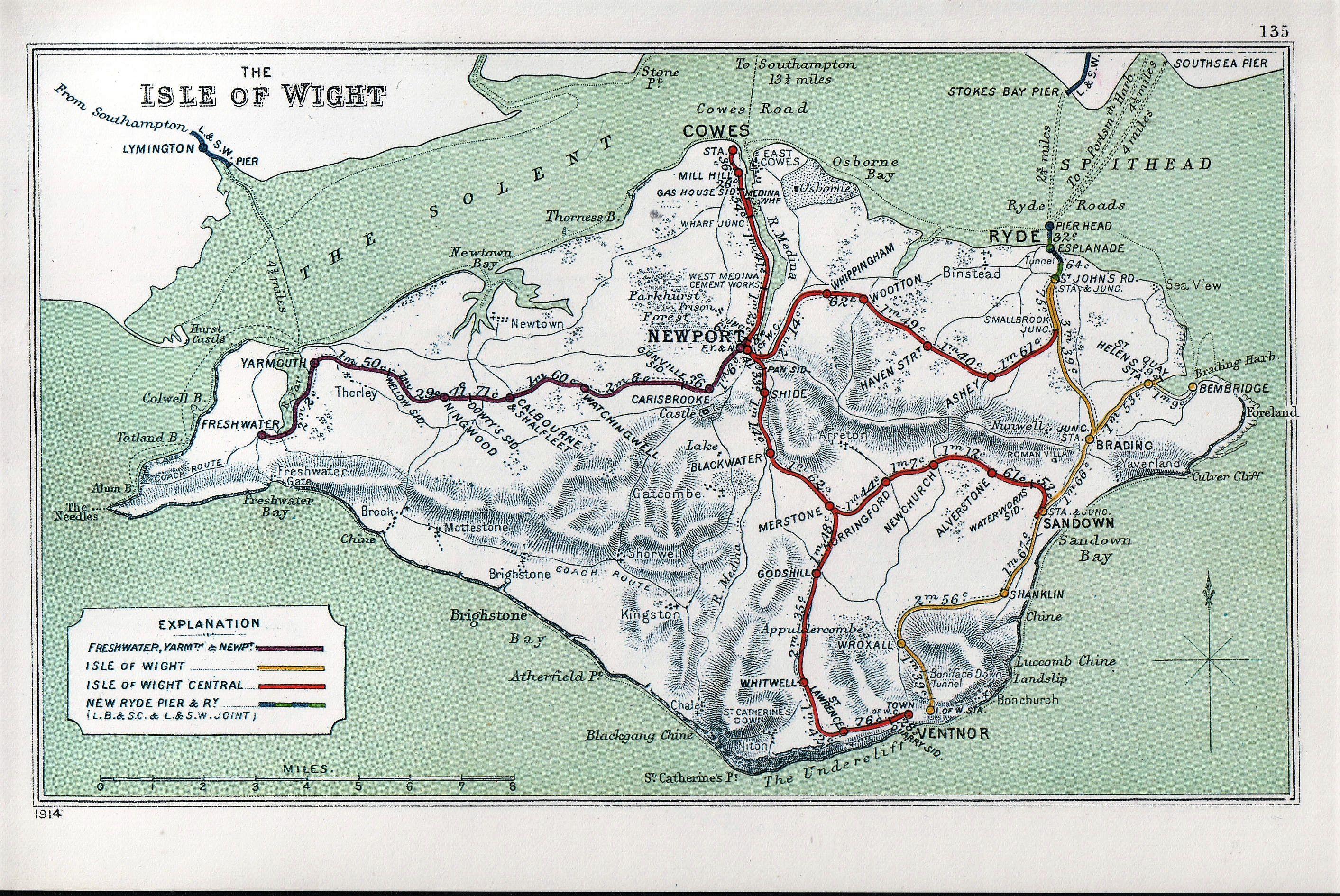
Kaart met alle spoorlijnen op the Isle of Wight in 1914

Het eiland Wight had tot in de jaren 1960 een uitgebreid spoorwegnet, dat in 1966 gesaneerd werd. Alleen de lijn Ryde Pier Head - Shanklin bleef in dienst, en werd geëlektrificeerd met een derde rail zoals in Zuid Engeland gebruikelijk is. Er werd oud Londens metromaterieel uit de jaren 1923 - 1934 (Standard stock) overgenomen, dat vanaf 1967 als Class 485 en 486 in de kleuren van British Rail op het eiland ging rijden. Het onderhoudsdepot van de spoorlijn bevindt zich bij station Ryde St. John's Road.
De oude treinstellen werden in 1989 vervangen door 9 tweewagenstellen Class 483, behorend tot het Type 1938 van de Londense metro. Bij deze gelegenheid werd de toenmalige naam van de lijn, Ryde Rail gewijzigd in de huidige naam, Island Line. Aanvankelijk reden ze rond in de kleuren van Network SouthEast, maar sinds 2008 waren ze rood met een geel front. Er waren in 2017 nog 6 treinstellen in dienst. De treinstellen uit de jaren 1930 waren op het moment van buitendienststelling het oudste spoorwegmaterieel in het Verenigd Koninkrijk dat nog in de reguliere reizigersdienst reed. Het werd steeds moeilijker om deze 80 jaar oude treinstellen dienstvaardig te houden. In 2019 werd door de geringe materieelbeschikbaarheid tijdelijk een uurdienst gereden. Op 3 januari 2021 reed dit oude materieel voor het laatst. Eén treinstel is als museumtreinstel overgenomen door de Isle of Wight Steam Railway, en één is terecht gekomen bij de Epping Ongar Railway in Essex. De rest wordt gesloopt.
De lijn is grotendeels enkelsporig (74% om precies te zijn). Alleen tussen Ryde Pier Head en Smallbrook Junction ligt dubbelspoor. Het gedeelte tussen Ryde Pier Head en Ryde Esplanade wordt echter al geruime tijd enkelsporig bereden. Tot 2021 lag alleen in Sandown een passeerspoor. Door deze sporensituatie was geen regelmatige halfuurdienst mogelijk, er werd twee keer per uur in een 20/40 minuten interval gereden (oorspronkelijk werd een regelmatige 20 minutendienst gereden). De maximumsnelheid is 45 mph, oftewel 72 km/h. Een rit over de hele lijn duurt gemiddeld 23 minuten. Sinds 2021 is een regelmatig halfuurpatroon wel mogelijk door de heraanleg van het passeerspoor in Brading.
In 1987 werd de nieuwe halte Lake geopend en in 1991 Smallbrook Junction. Laatstgenoemde halte is niet van buitenaf toegankelijk. Er wordt alleen gestopt als er kan worden overgestapt op een trein van de Isle of Wight Steam Railway.
De Island Line is verre van kostendekkend. De jaarlijkse kosten zijn ₤4,5 miljoen, terwijl de inkomsten uit de kaartverkoop ₤1 miljoen bedragen.
De nieuwe concessie, die van augustus 2017 tot 25 mei 2025 loopt, verzekert het voortbestaan van de lijn. De nieuwe concessiehouder heeft een aantal verbeteringen in de dienstverlening aangekondigd, waaronder wifi in de treinen, betere aansluitingen met de ferry's en een eenvoudiger ticketsysteem. In september 2019 werd  aangekondigd dat er nieuw materieel is besteld. Vivarail levert 5 tweewagentreinstellen van het type Class 484 dat net als zijn voorgangers afkomstig is van de Metro van Londen. De treinstellen, afgeleid van de D78-Stock kwamen na vertraging door sofwareproblemen op 1 november 2021 dienst. Vanaf 4 januari 2021 werd de lijn omgebouwd, wat op 31 maart gereed had moeten zijn. Het passeerspoor in Brading is weer terug gekomen, waardoor er een regelmatige halfuurdienst kan worden gereden. De perronhoogte van alle stations is aangepast aan het nieuwe materieel en de beveiliging is vernieuwd. Voor dit verbeteringspakket was £26 miljoen begroot. Door diverse tegenvallers zoals de coronacrisis en schade door hevige regenval in augustus 2021 liepen de werkzaamheden maanden vertraging op, en kon de vernieuwde lijn pas op 1 november 2021 in dienst genomen worden.
Of de Isle of Wight Steam Railway de felbegeerde verbinding met station Ryde St John's Road gaat krijgen is nog ongewis.

## Stations
De stations van noord naar zuid:
Ryde Pier Head, Ryde Esplanade, Ryde St John's Road, Smallbrook Junction, Brading, Sandown, Lake, Shanklin

## Fotogalerij

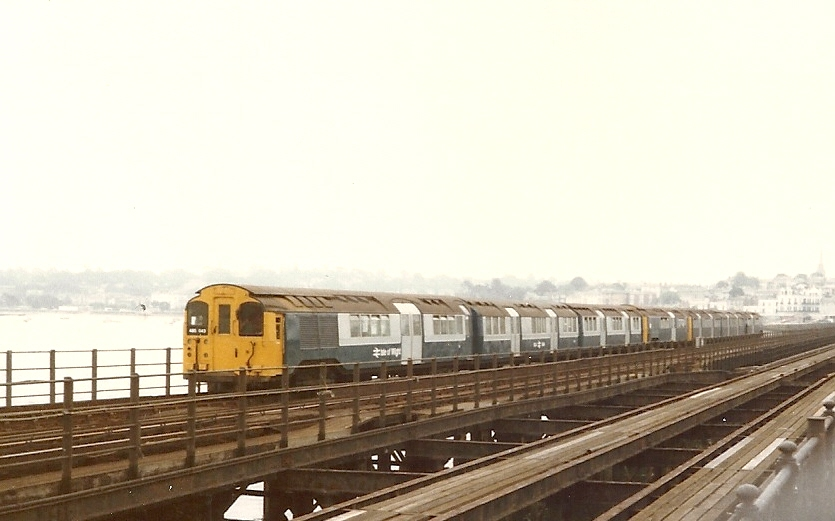
Voormalig materieel Class 485 op Ryde Pier in 1984
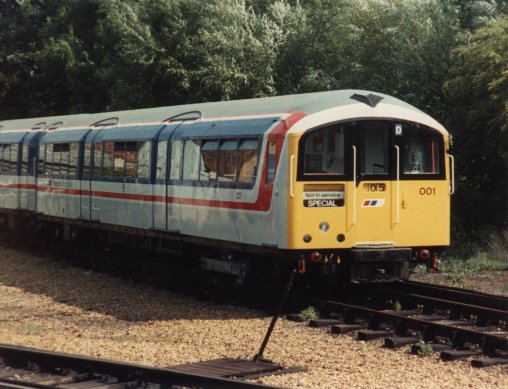
Treinstel in de kleuren van Network Southeast, onderdeel van British Rail
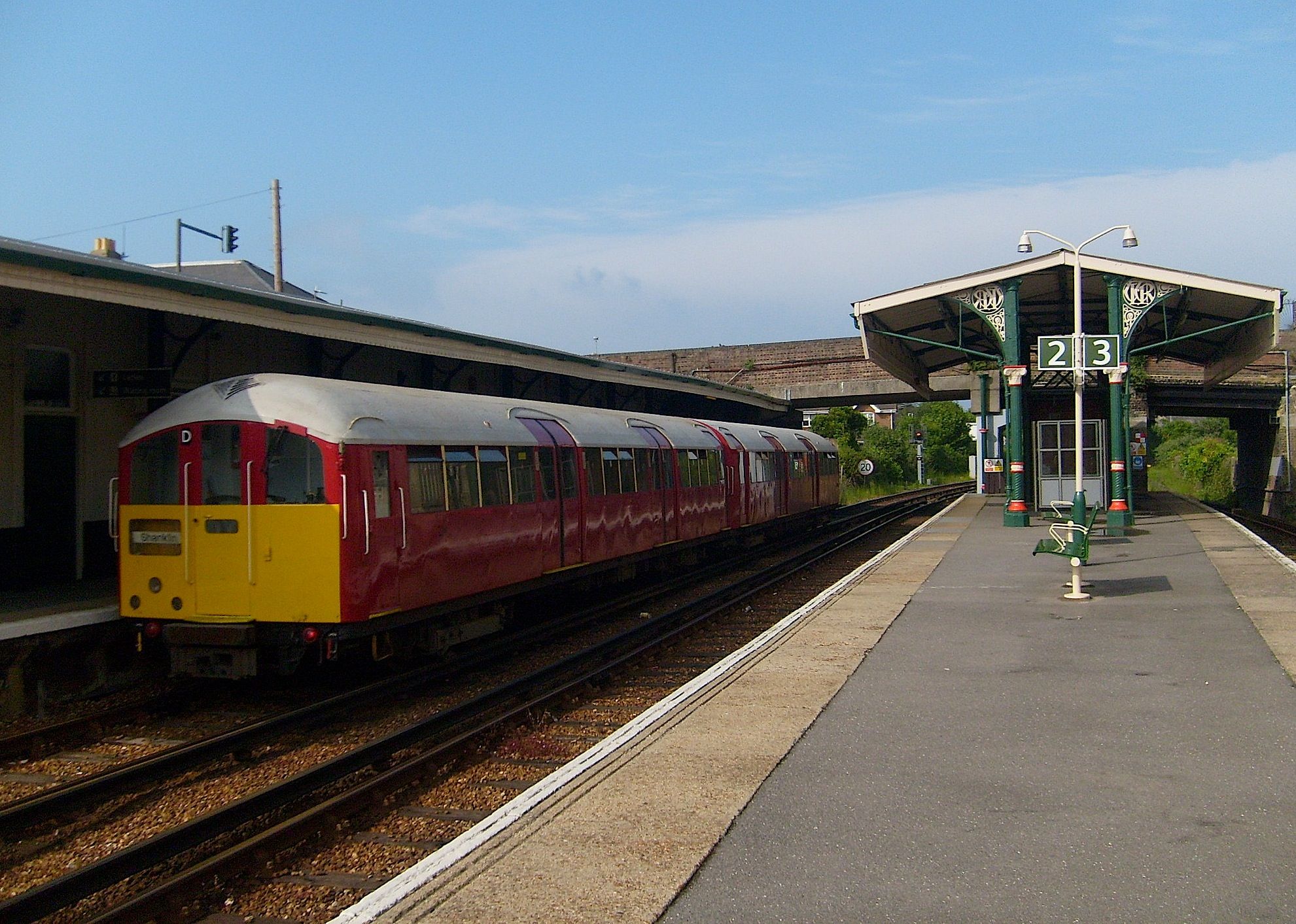
Station Ryde St John's Road
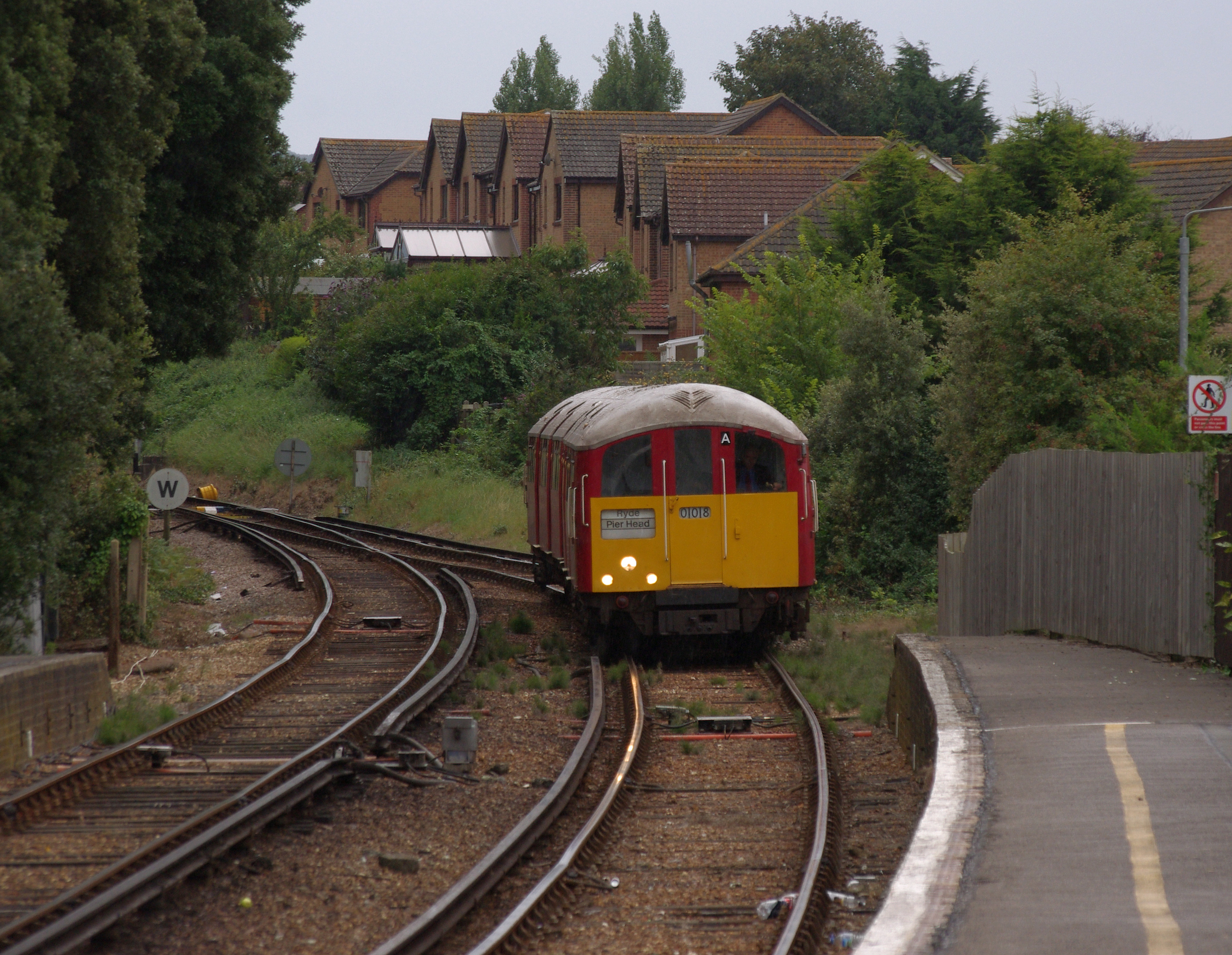
Station Sandown
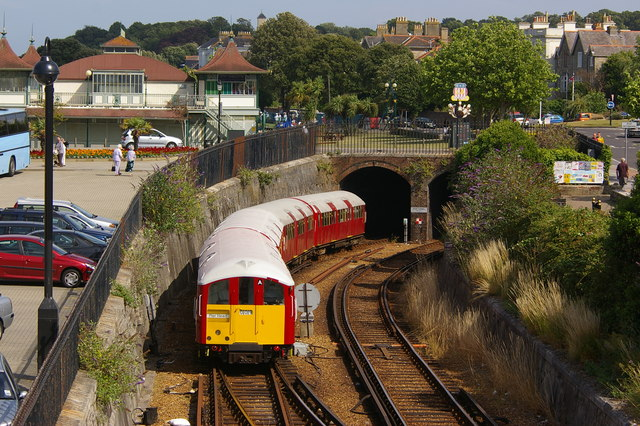
Ryde Esplanade tunnel.
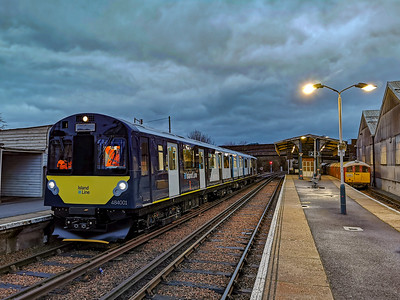
Treinstel 484001 op station Ryde St. Johns Road
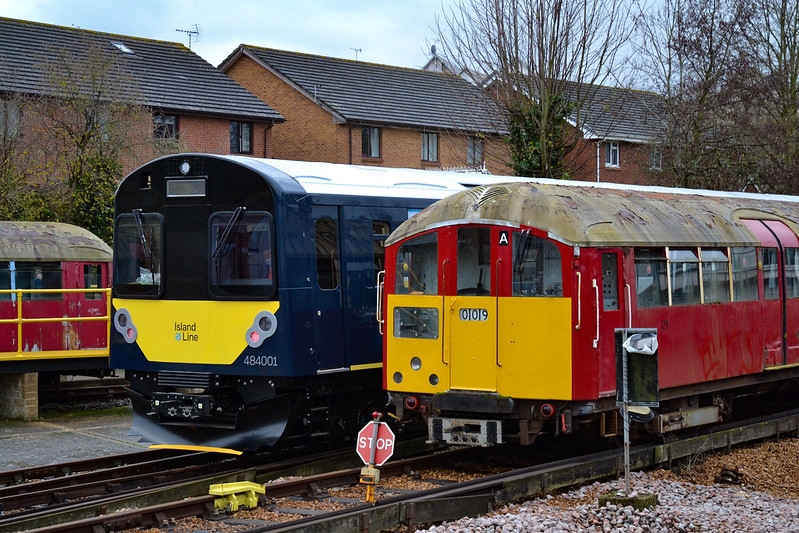
Oud en nieuw naast elkaar, eind 2020.